# Burkivți, Pohrebîșce
Burkivți (în ucraineană Бурківці) este un sat în comuna Novofastiv din raionul Pohrebîșce, regiunea Vinnița, Ucraina.

## Demografie
Componența lingvistică a localității Burkivți
     Ucraineană (100%)
Conform recensământului din 2001, toată populația localității Burkivți era vorbitoare de ucraineană (100%).